# Gustaf V
Gustaf V (fullständigt namn Oscar Gustaf Adolf), född 16 juni 1858 på Drottningholms slott i Lovö socken i Stockholms län, död 29 oktober 1950 på Drottningholms slott, var kung av Sverige från 1907, som den femte regenten av huset Bernadotte. Han var son till Oscar II och drottning Sofia, sonsons son till Karl XIV Johan samt farfars far till Sveriges nuvarande kung Carl XVI Gustaf.
Med en regeringstid på nästan 43 år är Gustaf V, näst efter Carl XVI Gustaf och Magnus Eriksson, den tredje längst regerande monarken i Sveriges historia och landets äldste regent någonsin. Gustaf V var Sveriges regent under de båda världskrigen, i vilka han gjorde smärre diplomatiska insatser. Han var också den förste svenske kung som avstod från kröning, vilket varit tradition i Sverige sedan 1210.
Bland Gustaf V:s personliga intressen fanns musik, konsthantverk samt idrott och som tennisspelare var han känd under pseudonymen Mr. G.

## Uppväxt

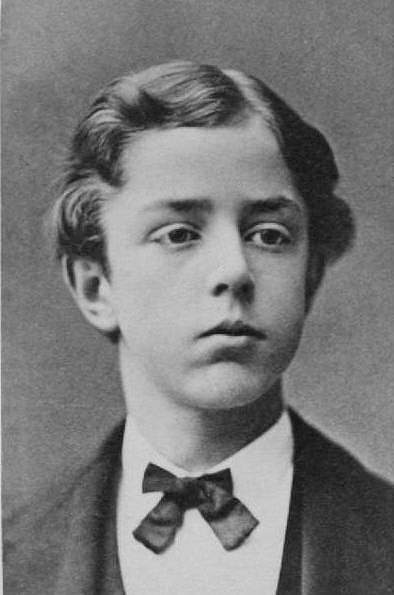
Prins Gustaf omkring 1865.

Strax efter klockan tio på förmiddagen den 16 juni 1858 kom prinsen till världen på Drottningholms slott, prinsessan Sofia förlöstes av livmedikus Fritz Wästfelt. Han presenterades till sin farfar, Oscar I som nu var så sjuk att han var sängliggande, på en silverbricka. Två veckor senare dekorerade Oscar sonsonen med alla ordnar inklusive Sankt Olavs orden. Gustaf döptes i Slottskyrkan på Stockholms slott den 12 juli av ärkebiskop Henrik Reuterdahl med namnet Oscar Gustaf Adolf, och erhöll titeln hertig av Värmland. Prinsen bars till dopet av sin farfars mor änkedrottning Desideria. Som vid alla svenska kungliga dop användes dopfunten av Jean-François Cousinet, och den vagga av Niclas Heimen som Fredrik III av Holstein-Gottorp skänkte till Karl XI:s dop.
Året därefter föddes hans bror prins Oscar, 1861 prins Carl, och 1865 prins Eugen. De tre äldsta prinsarna började på Beskowska skolan i oktober 1869. Familjen var bosatt i Arvfurstens palats, och modern var den framträdande gestalten i prinsens uppfostran. Somrarna tillbringades på Sofiero slott som fadern lät införskaffa. Under sina första år ansågs prinsen ha svag kroppskonstitution, varför han 10 maj 1871 blev behandlad med elektricitet. Han blev som vuxen reslig och slank.

## Åren som kronprins

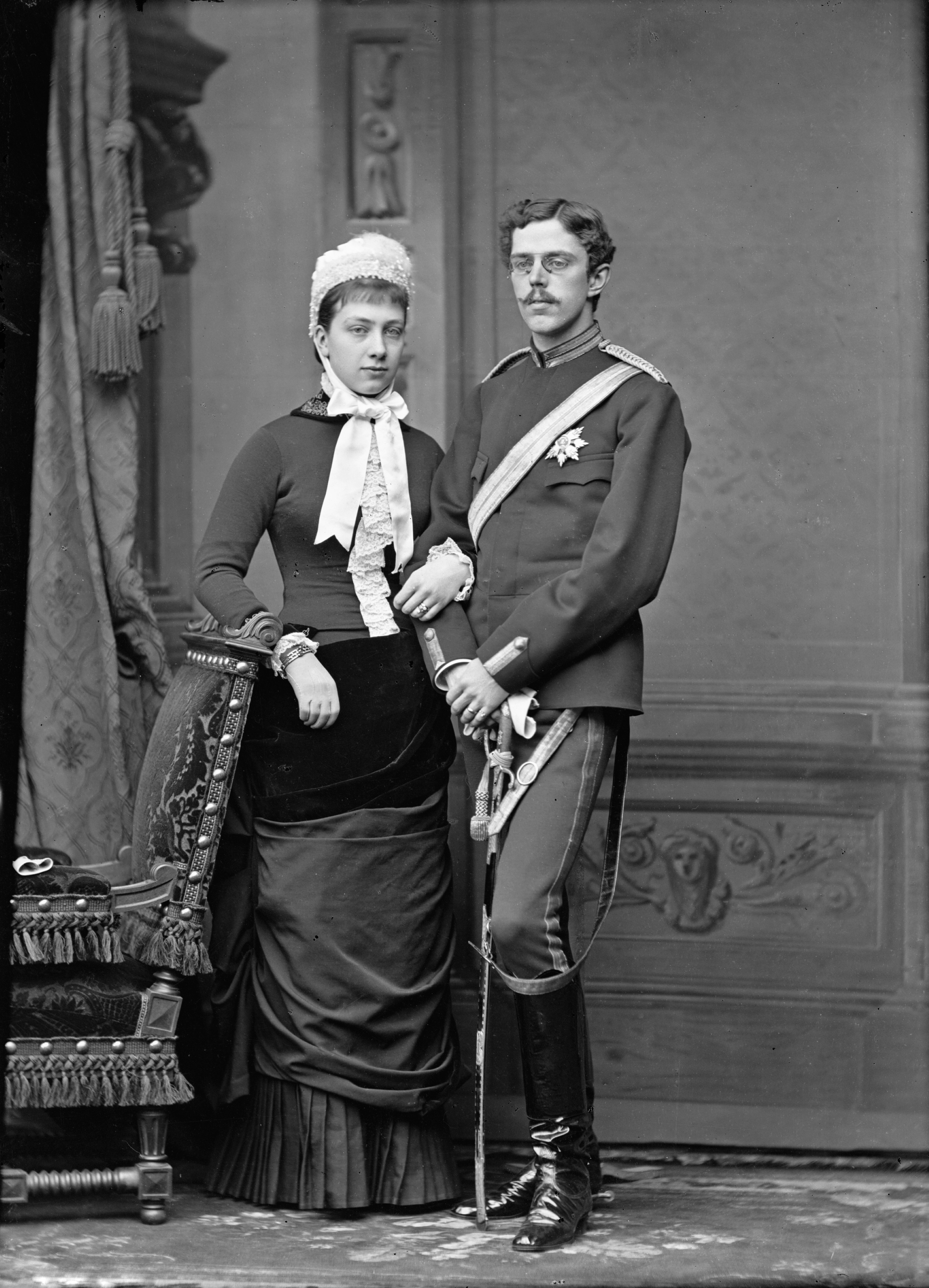
Nygifta. Kronprins Gustaf gifte sig med Victoria av Baden 1881.

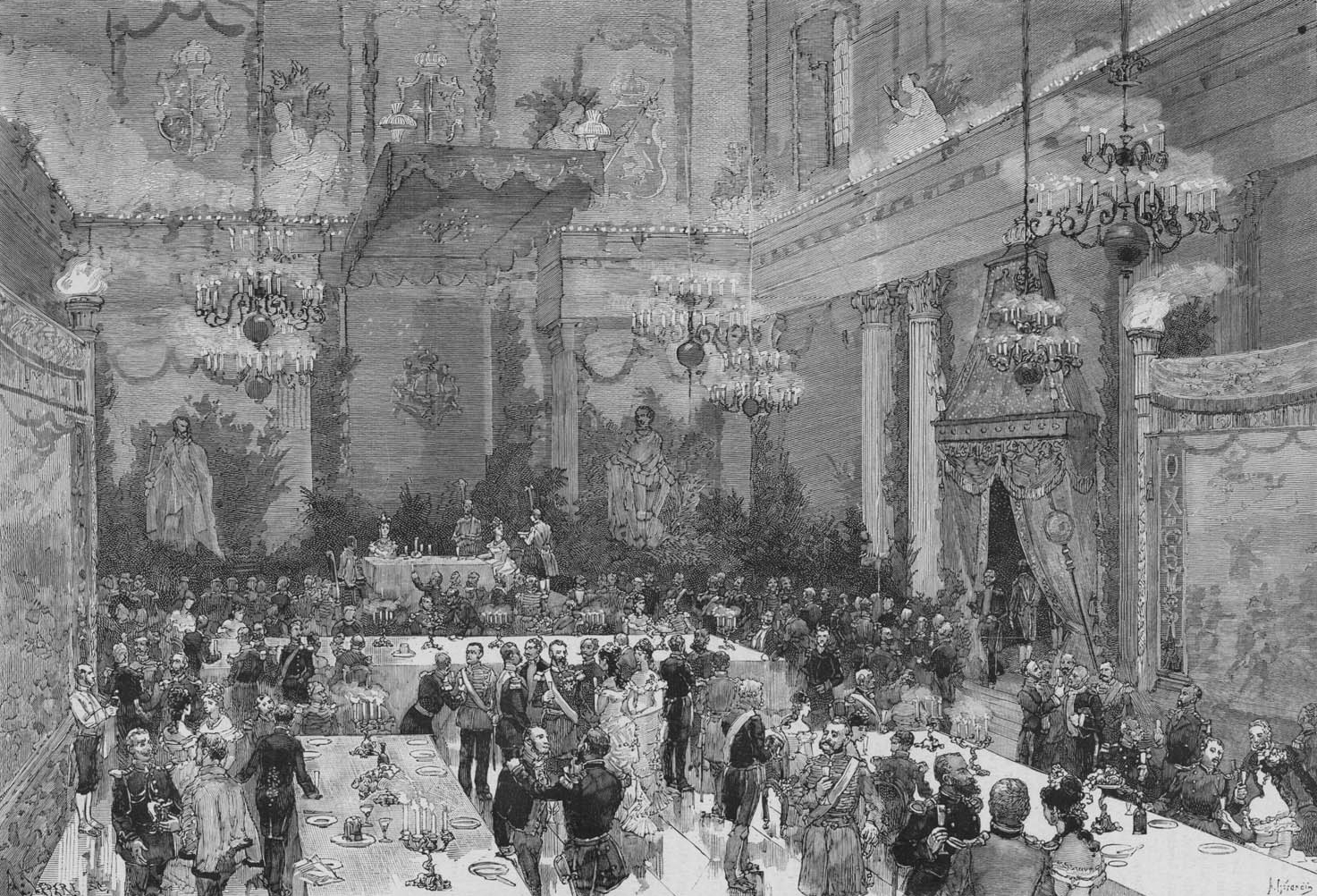
Kronprins Gustafs och Victorias av Baden förmälning 1881. Ur Nordiska museets arkiv, NMA.0051136

Norsk generalsuniform buren av Gustaf V som kronprins

Den 18 september 1872 avled Karl XV utan någon manlig avkomma. Hans bror Oscar Fredrik blev då konung under namnet Oscar II. Som Oscars äldste son blev den fjortonårige Gustaf samtidigt Sveriges och Norges kronprins. Familjen bosatte sig på Stockholms slott. I samband med detta avbröts skolgången vid Beskowska och kronprinsen påbörjade sin utbildning som tronföljare på slottet. År 1874 företog kronprins Gustaf, inkognito under namnet Gustaf Fredriksson, tillsammans med sin lärare Lundeberg sin första utlandsresa som gick till Schweiz och Italien. Kronprins Gustaf konfirmerades den 24 april och blev som 17-åring i augusti 1875 underlöjtnant i Svea livgarde, Livregementets dragonkår, Värmlands regemente, Norske jägarkåren och Kavalleribrigaden. Han förklarades myndig som artonåring den 16 juni 1876, tog studentexamen på slottet 16 december 1876 och skrevs in vid Uppsala universitet 1877 vid Värmlands nation. Samma år fick han för första gången tjänstgöra som regent vid faderns Tysklandsresa. Vid universitetet läste han latin, nationalekonomi, nordisk historia, konsthistoria, processrätt och svensk statskunskap. 10 januari 1877 invaldes han som förste hedersledamot av Kungliga Vetenskapsakademien. Samtidigt med universitetsstudierna genomgick han militär utbildning med truppförband i Sverige och Norge samt vid Krigshögskolan. Han blev löjtnant i maj 1877, generalmajor 1884 och 1898 general.
Den 13 oktober 1879 återkom kronprins Gustaf från en årslång utlandsresa, där han först gästade Danmarks kungafamilj, vistades därefter i Frankrike sex veckor och därefter i Rom och Italien under fyra månader. Hemfärden gick över Konstantinopel; därefter besöktes Österrike och England. På sommaren 1879 blev kronprinsen "Doctor of Civil Law" vid Oxford University den 18 juni och vistades därefter närmare fyra månader i England och Skottland. Vidare gick resan till Belgien och Holland samt Tyskland. Resan var avgörande för resten av hans liv då det var i Tyskland han träffade sin blivande gemål för första gången, Victoria av Baden, som han friade till 2 mars 1881. Förlovningen eklaterades 14 mars samma år.

Den 20 september 1881 förmäldes han med Victoria i slottskyrkan i Karlsruhe. Resan gick därefter med fregatten Vanadis till Göteborg och vidare mot Stockholm.
Kronprinsparet fick tre söner: Gustaf Adolf (1882–1973), hertig av Skåne, därefter kung, Wilhelm (1884–1965), hertig av Södermanland, samt Erik (1889–1918), hertig av Västmanland. Som familjefader var kronprinsen en "hemmets gentleman", men han kom även senare i livet, i egenskap av kung, att beröva tre sonsöner och en brorson prinsvärdigheten på grund av deras äktenskap. Från 1890 och ett år framåt var kronprinsparet i utlandet och besökte Egypten. Kronprinsessan Victoria insjuknade 1898 och av hälsoskäl vistades hon därefter ofta på Capri och senare i Rom.
Som kronprins blev Gustaf internationellt berömd för att anordna Stockholmsutställningen 1897. Hans första stora insats i den svenska politiken var i tullstriden 1887 då han höll två tal i Andra kammaren, och anses ha varit den som slutligen löste tvisten genom att föreslå en "kompromissministär" av två partier. De politiskt invecklade åren runt sekelskiftet, med krav på allmän rösträtt, försvarsreformer och upplösningen av den svensk-norska unionen, var kronprinsen en inflytelserik person i dagspolitiken.

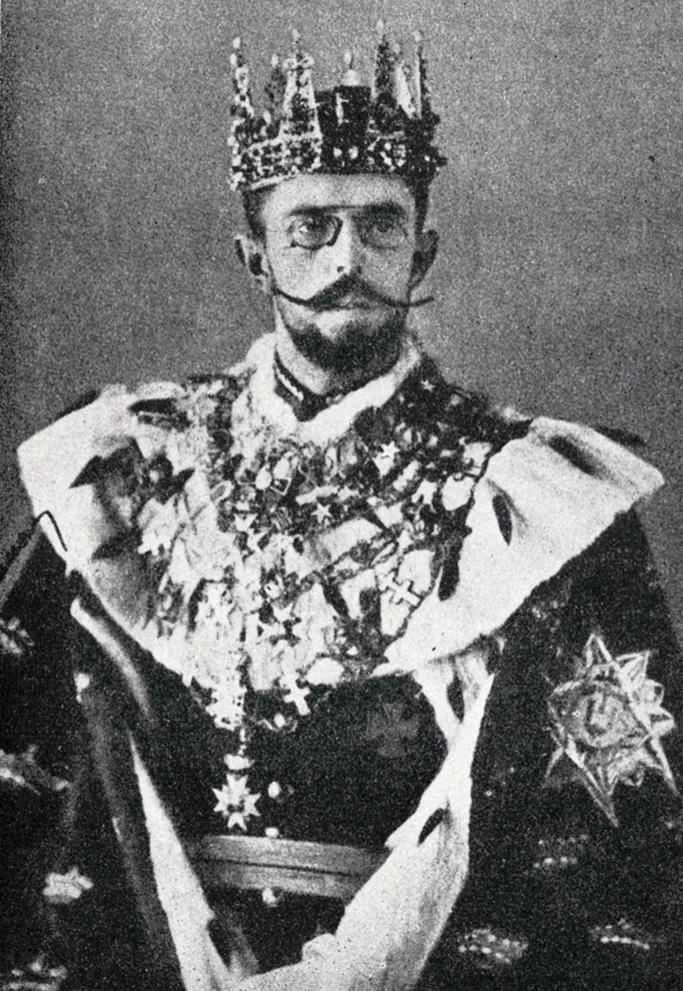
Gustaf bar krona fram till 1907 som kronprins men avstod som kung från egen kröning. Bilden är tagen i början av år 1893.

Som kronprins var Gustaf den förste ordföranden i Sveriges centralförening för idrottens främjande, en förlaga till Riksidrottsförbundet, som bildades på slottet 1897 av honom själv, Viktor Balck, Sven Hermelin och Clarence von Rosen. Centralföreningen arrangerade Nordiska spelen och byggde Stockholms stadion till Olympiska sommarspelen 1912, som Gustaf invigde. Tidigt framgick det att kronprinsen var en helt annan karaktär än sin far, med ett annat förhållningssätt och modernare ledarstil. I utrikespolitiken var far och son båda ivriga förespråkare för nordisk enhet och broderlig anda. Kronprins Gustaf utmärkte sig dock genom att tidigt upprätta diplomatiska förbindelser i hela världen, och visade bortom den rent sociala förståelsen att han hade sinne för sammanhangen i internationell politik. Vid unionsupplösningen spelade han en central roll som handlingskraftig förhandlare med Storbritannien.

## Regeringstid

### Tiden fram till första världskriget

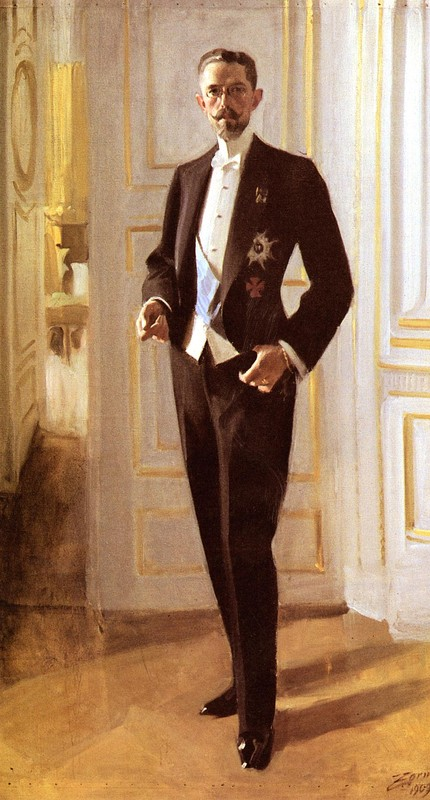
"Gustav V" av Anders Zorn, 1909.

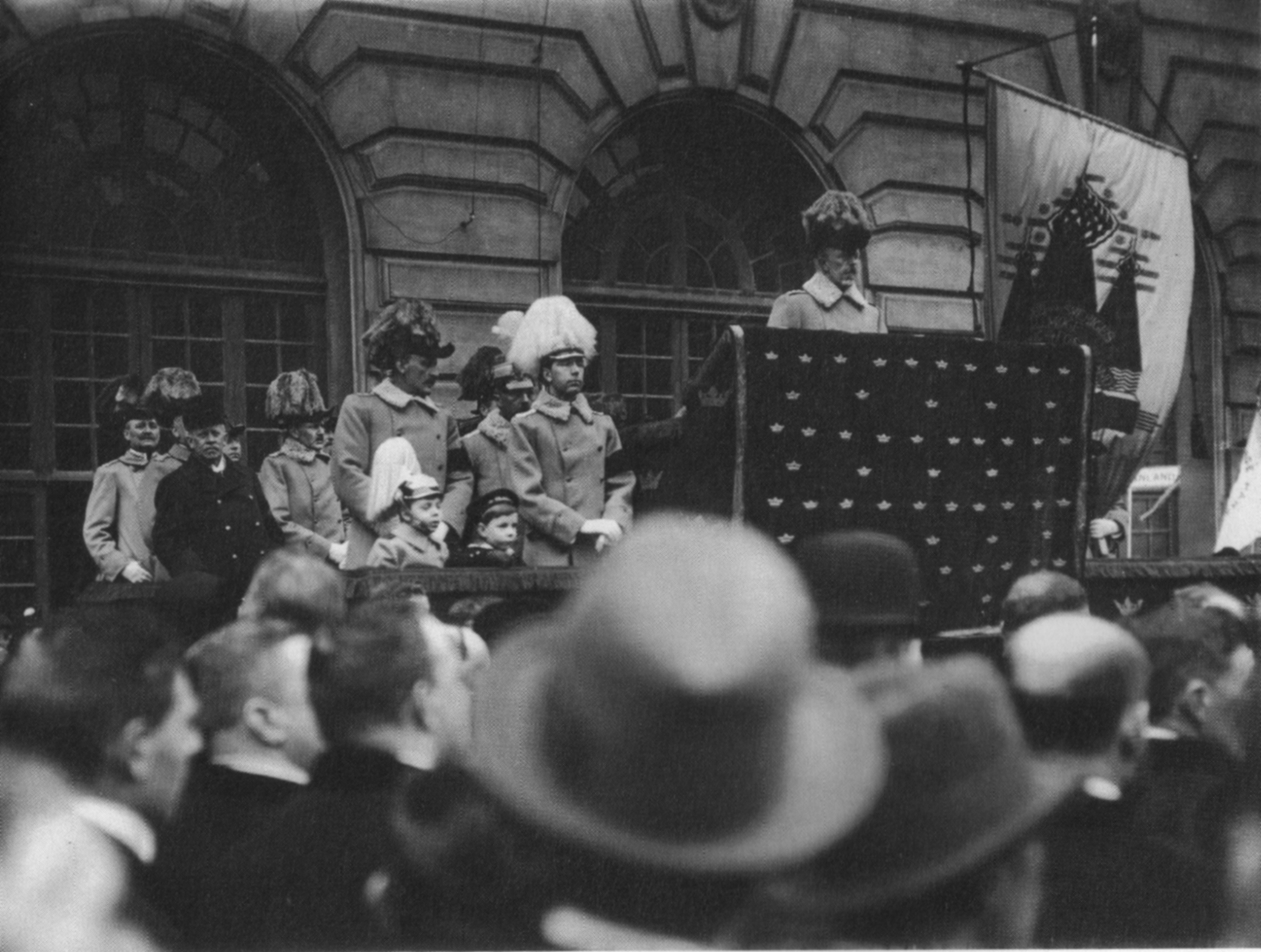
Borggårdstalet orsakade en politisk kris när regeringen Staaff avgick.

Den 8 december 1907 efterträdde Gustaf V sin far som Sveriges konung. På eget initiativ meddelade han att han som förste svenska monark inte skulle krönas. Kung Gustaf blev den siste monarken i Sverige med öppen politisk makt, och hans regeringstid är präglad av vittgående samhällsförändringar, tekniska uppfinningar och nya vetenskapliga rön, som skapade en helt omdanad världsbild och roll för monarken. Det turbulenta storstrejksåret 1909 hade kung Gustaf statsbesök av ryska kejsarparet, vilket gav bekymmer då vissa socialister såg dem som en eftersökt måltavla.[källa behövs] Kung Gustaf hade dock gått samma skola som Socialdemokraternas ledare Hjalmar Branting och deras förhållande kännetecknades av ömsesidig respekt. För att få slut på strejken kallade kung Gustaf till sig båda parter, arbetsgivarnas Hjalmar von Sydow och strejkarnas Herman Lindqvist, och bad dem "i rikets namn" bli sams.[källa behövs] Motsättningarna med vänstern var inte över i och med detta; 1911 gick Karl Staaff emot Arvid Lindmans, riksdagens och kungens beslut om att bygga en pansarbåt, vilket till slut löstes genom en nationalinsamling och Svenska pansarbåtsföreningen.
Den 7 februari 1910 insjuknade kungen i blindtarmsinflammation. En operation utfördes av professor John Berg, professor Åkerman, doktor Edgren och doktor Hybbinette som tog 1 timme och 10 minuter. Kungen tillbringade mycket tid på Herrevads kloster och de fältläger som fanns där mellan 1911 och 1915. Han bodde på slottet då kallat Borgen.
Konflikten med vänsterregeringen eskalerade med det så kallade bondetåget 1914 och kungens borggårdstal, där kungen motsatte sig den nedrustningspolitik som bedrevs av Karl Staaffs vänsterliberala ministär. Som en följd av händelsen avgick regeringen eftersom Staaff ansåg att han först skulle ha blivit informerad om talet.
Den 25 juni 1914 emottog kung Gustaf statsbesök från Frankrikes president Raymond Poincaré, men redan efter den första kvällens galamiddag reste presidenten hem på grund av oroligheterna efter skotten i Sarajevo. Första världskriget var ett faktum en vecka senare.
Under år 1914 besökte kungen bygget av Porjus kraftverk i Lappland. Det var även från början planerat att kung Gustaf skulle närvara vid invigningen av kraftverket 1915, men efter utbrottet av första världskriget ändrades planerna och kungen fick istället inviga kraftverket fjärrstyrt genom att trycka på en knapp i Stockholms slott som skickade in signal via telefonledningarna till en siren i kraftverket.

### Första världskriget
På hemmafronten ledde första världskriget till att Branting omedelbart uppmanade arbetarklassen till borgfred. Den 18 december detta år samlade kungen till trekungamötet i Malmö med de andra regenterna i Norden. Tidigare under året hade kung Gustaf opererats för magsår. Sin hälsa till trots verkade kung Gustaf energiskt för ett nordiskt samförstånd i förhållande till andra makter.
Trekungamötet var en demonstration att länderna var enade, trofasta sinsemellan och förde en gemensam neutralitetspolitik gentemot varandra och mot stormakterna. Kungen hade också ett eget intresse av att avliva de ihärdiga ryktena som cirkulerade om att han skulle sluta upp på Tysklands sida, att Sverige levererade krigsmateriel till Ryssland samt att Sverige hade planer på att anfalla Danmark. Åren 1911–1914 hade Sverige vacklat i frågan om man skulle alliera sig med Tyskland eller inte, vilket kung Gustaf och drottning Victoria antogs förespråka vilket troligen berodde på att Ryssland sedan länge betraktades som en fara och under denna tid hade ertappats med spioneriverksamhet i Sverige. Drottningen var av tysk börd, kusin med kejsar Wilhelm II och hedersöverste i Stettin, och hennes band med hemlandet var starka. Åren före kriget hade hon påverkat kungen i både konservativ och protysk riktning. De tre nordiska länderna hade före detta möte flerhundraåriga stridigheter djupt rotade i folkminnet med sina lojaliteter fästade vid olika stormakter: Tyskland och England. Med mötet förändrades den utrikespolitiska kompassen radikalt för alla dessa tre länder.
För Sveriges del innebar kriget svåra hungerår, spanska sjukan och vissa marina förluster, då svenska Hvalen besköts av tyska ubåtar 1916. Kung Gustaf drabbas även av personlig sorg, då hans son prins Erik avled 1918.

### Mellankrigstiden

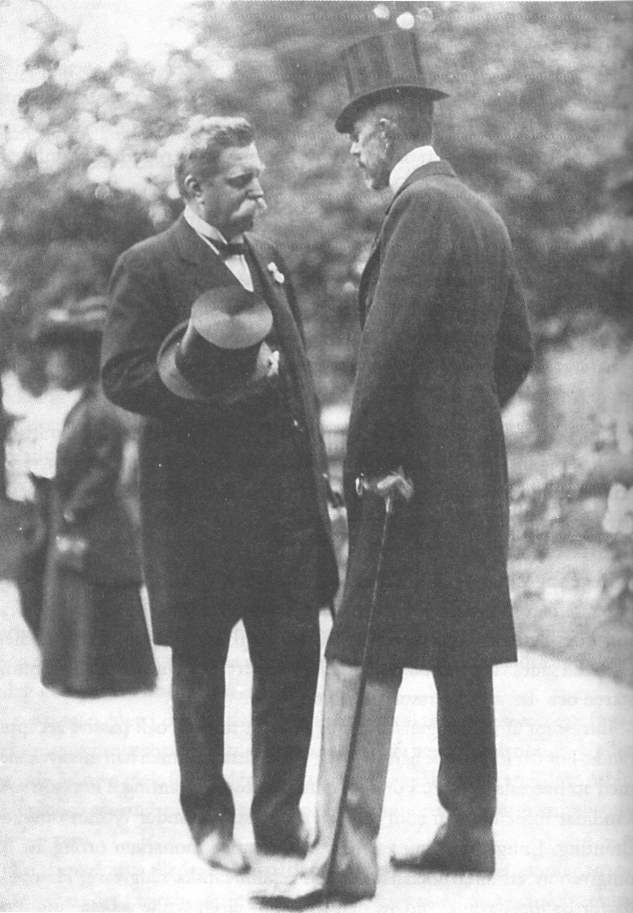
Med tiden fick Gustaf V förtroende för den socialdemokratiske partiledaren Hjalmar Branting. De två hade varit klasskamrater i Beskowska skolan.

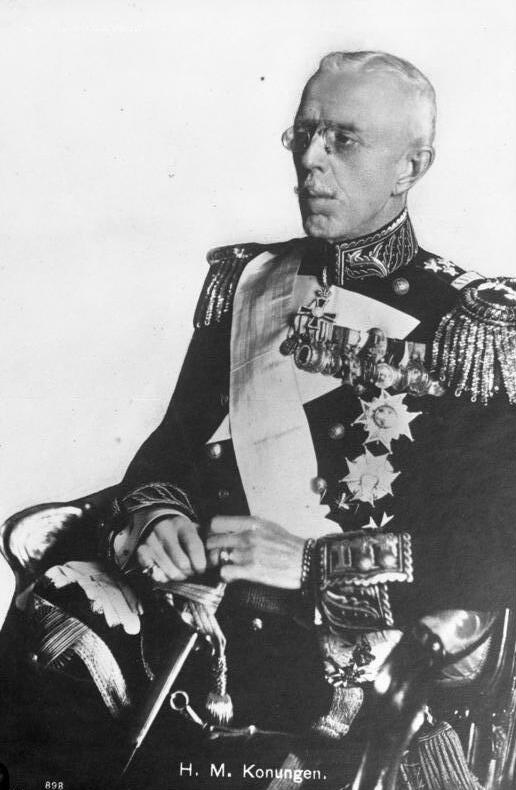
Gustaf V porträtterad den 8 december 1932 vid sitt 25-årsjubileum på tronen.

Drottning Victorias hälsa försämrades alltmera, och allt oftare måste hon vistas utomlands. Kungaparets relation var omvittnat kylig. Rom och Baden-Baden blev hennes andra hem. Drottningen avled i Villa Svezia i Rom den 4 april 1930, och hennes stoft begravdes i Riddarholmskyrkan.
Efter första världskriget blev Östersjöpolitiken kung Gustafs viktigaste engagemang – dels stressad av kommunismens utbredande, dels med en önskan om att införliva Åland med Sverige; jämför Ålandsfrågan. Han hade även blivit förknippad med sina reservationer emot de ekonomiska påföljderna för Tyskland vid Versaillesfreden, och uttryckte vid flera tillfällen sin oro för att detta skulle leda till att bolsjevismen spreds. När folkopinionen mot Tyskland förbyttes efter första världskriget drabbade detta kungen. I riksdagen hotade vänsterpolitikerna med revolution för att driva igenom författningsändringar – till Torsten Nothin sade kung Gustaf långt senare att läget varit så allvarligt omkring den 14 november 1918 att han då haft sitt bagage packat för att snabbt kunna ta sig ur landet om så skulle krävas. Det var den blivande socialdemokratiske statsministern Hjalmar Branting och dennes liberala koalitionskamrater som löste krisen genom att införa 8-timmars arbetsdag, och en rösträttsreform och därefter förklara att republikkravet inte var aktuellt. 1918 var så parlamentarismen verklighet varvid monarkin försvagades markant.
Under Brantings andra ministär utfördes en reform av lagtexternas utformning. Alla Sveriges lagar hade dittills inletts med orden ”Vi Gustaf, med Guds nåde, Sveriges Götes och Vendes konung etc.”, vilket under början av 1920-talet ändrades till ”Lag om etc.” och ”Kunglig förordning om etc.” Detta tolkades som att regeringen hade revolutionära planer, och ledde till fräna protester i riksdagen. Själv hade dock kungen ingenting att erinra emot förändringen.
Under 1930-talet skakades Sverige av den ekonomiska depressionen, vilket ledde till att kung Gustaf sänkte sitt apanage 1931. Samma år nekades Adolf Hitler och Goebbels att hålla föredrag i Stockholm, inbjudna av Birger Furugård.
| ”                                                              | Kärleken och rättfärdigheten, ömsesidig tilltro och sanningskär redlighet samt det sinnelag, som fruktar Gud, men intet annat i världen, behöva vinna mera makt hos oss och ibland oss | „ |
| – Gustaf V, midsommaren 1930, Gustaf V som människa och konung | |   |

Med radions intåg blev Gustaf V den förste svenske kung som kunde tala direkt till folket och han använde detta medium ofta. Ett berömt tal var Nordens dag 27 oktober 1936 då han manade till sammanhållning mellan de nordiska folken.

### Andra världskriget

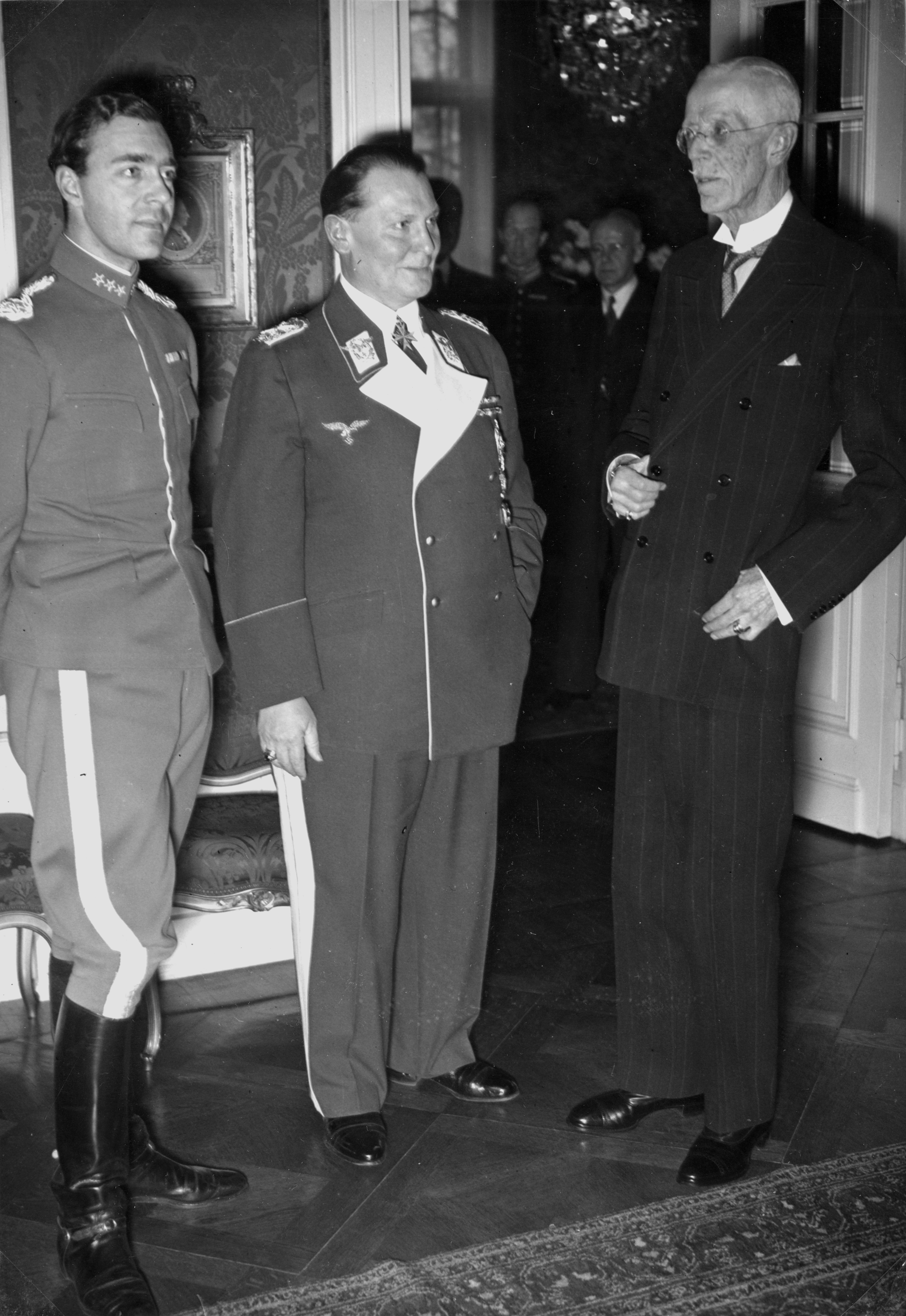
Gustaf V i Berlin den 2 februari 1939 på genomresa till Franska rivieran. Riksmarskalk Hermann Göring erhöll vid besöket på den svenska ambassaden ur kungens hand Svärdsorden - Kommendör med stora korset. Längst till vänster arvprinsen Gustaf Adolf, som var i Berlin i anledning av en ryttartävling.

När andra världskriget bröt ut 1939 förklarade sig Sverige 3 september genom statsminister Per Albin Hansson genast neutralt vilket berömdes som "skötsamt" av den tyske utrikesministern Joachim von Ribbentrop 1940. Neutralitetspolitiken var i linje med kung Gustafs egen hållning, och han kallade de fyra statsöverhuvudena för Norden till möte 18 oktober 1939 där de antog en gemensam neutralitetsförklaring. Kungens inställning var att länderna skulle bistå varandra humanitärt och ekonomiskt men efter några få månader hade Norden kluvits mellan stormakterna. Konungen ansåg det som sin plikt att under hela kriget hålla löftet om att hjälpa de nordiska länderna, delvis i strid mot statsminister Hansson.
Vid andra världskrigets utbrott hade Sverige en koalitionsregering bestående av socialdemokraterna och bondeförbundet. Från flera håll i riksdagen framfördes önskemål om en koalitionsregering i oktober 1939 och kungen ingrep genom att tillkalla Per Albin Hansson för att fråga om han kunde tänka sig att ingå i en ministär underställd överståthållaren Torsten Nothin. Hansson vägrade och bildade i december 1939 en samlingsregering med företrädare för alla riksdagspartier utom kommunisterna och med Christian Günther som utrikesminister. Till Tage Erlander har kung Gustaf sagt att han hade mycket besvär med Hansson i början då han innerst inne var republikan. Med tiden växte dock en vänskap fram, och de spelade ofta bridge tillsammans. På Gustaf V:s 85-årsdag kallade folkhemmets skapare Per Albin Hansson honom ”den folkkäre” och han kallades därefter allmänt ”folkhemmets kung.”
Under kriget kallade kungen till urtima riksdagar 1939 och 1940 men i praktiken hade utrikespolitiken förflyttats till Utrikesdepartementet och regeringskansliet, och kungens reella betydelse låg huvudsakligen på det personliga planet med täta kontakter, konseljer och samtal med statsministern och hans samlingsregering. Ett av de sista uttrycken för en svensk kungs uttryckliga politiska ingripanden var den diktamen om politiken gentemot Finland som Gustaf V fick införd i regeringsprotokollet.
Efter Tysklands invasion av Norge 1940 krävde Tyskland den 15 juni att det norska kungahuset skulle avsättas och att socialdemokratiska ministären Nygaardsvold skulle avgå vilket oroade Gustaf V, bland annat genom de nära släktbanden kungahusen emellan. Samma dag krävde Tyskland transitering av trupper genom Sverige. 17 juni 1940 sände kungen, efter samråd med en motvillig Per Albin Hansson, ett telegram till Hitler där han bad honom iakttaga "moderation" i frågan om att tvinga norske kungen att abdikera. Den 8 juli undertecknades permitteringsavtal med Tyskland vilket var ett beslut som togs av statsråden då ett avslag inte ansågs vara värt att kriga för.
Vid Midsommarkrisen lär kung Gustaf ha hotat med abdikation för att påverka regeringens beslut men uppgiften är ifrågasatt och grundas på ett dunkelt samtal kungen hade med Per Albin Hansson i juni 1941 med anledning av Tysklands krav om att deras soldater skulle transporteras genom Sverige. Enligt Hansson förklarade kungen att han ”icke ville genom vägran ta risken av konflikt”, men det är även känt genom utrikesminister Christian Günther att han var ensam i kungafamiljen i denna uppfattning. Att beskriva händelseförloppet under Midsommarkrisen är mycket komplicerat då det förekommer olika samtida skildringar och tolkningar. Kung Gustafs roll och skäl för transiteringen är betydelsefull för klargörandet av ansvarigheten. Till detta bör tillfogas det faktum att både kungen och kronprinsen uttalat sitt bifall till att även låta västmakternas trupper färdas genom Sverige eller åtminstone att kungen var ovillig att låta denna fråga leda till krig. När regeringen beslutade avslå västmakternas begäran ställde sig emellertid kungen bakom beslutet. Redan under hösten började grupper anklaga kungen för denna undfallenhet mot Tyskland. Enligt Nothins mening sköts kungen fram för att ha någon att skylla på medan statsminister Hansson hölls oansvarig. Nothin menar dock att det är uppenbart att kungen och statsministern var helt eniga i frågan och att statsministern aldrig ställde sig bakom skuldbeläggningen.

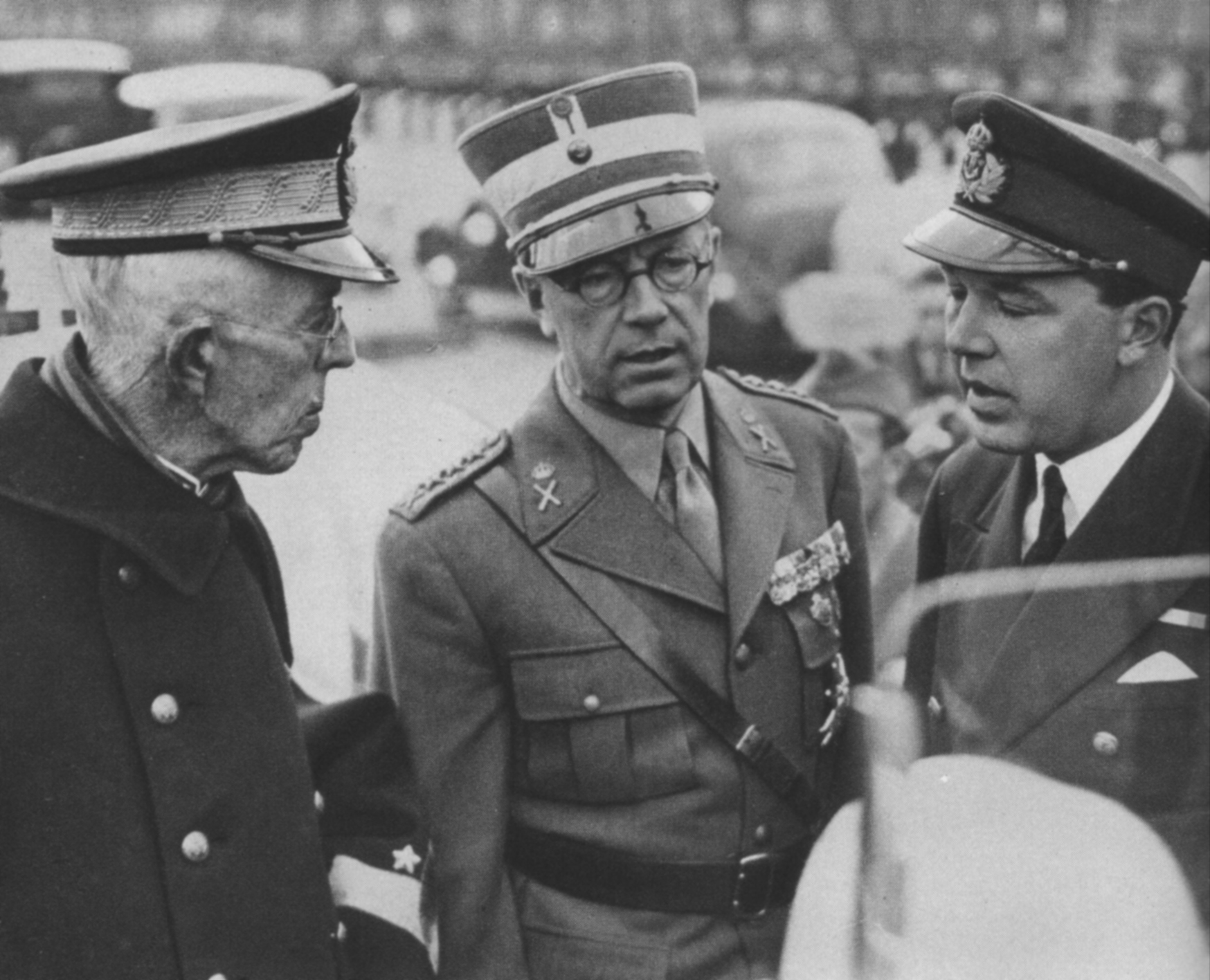
Gustaf V i uniform med kronprins Gustaf Adolf och prins Bertil 1943.

Efter att Nazityskland invaderat Sovjetunionen den 22 juni 1941, skrev Gustaf V ett privat brev till Hitler i oktober 1941 i vilket han tackade Hitler för att han beslutat slå ned den "bolsjevikiska pesthärden" och gratulerade honom till "den redan uppnådda framgången" på östfronten. Emot majoriteten i riksdagen och regering förklarade kungen också i brevet att han hoppades att Sveriges Kommunistiska Parti snart förbjöds, samt att bolsjevismen var en fara för hela Europa. Brevet skickades efter att han meddelat statsminister Hansson om saken, i anslutning till nya krav från Tyskland om transitering, som kungen deltog i att neka dem – det senare brukar kallas "februarikrisen 1942".
Vidare bjöd Gustaf V in den svenska naziströrelsens ledare Sven Olov Lindholm till audiens i kungliga slottet i Stockholm, vilket förstärkte oron inför kungahusets tyskvänlighet i bland annat svensk press.
Kung Gustaf, som av tidningen Social-Demokraten betecknats som "folk- och fredskungen" erbjöd Tyskland och Storbritannien i augusti 1940 sina tjänster för fredsförhandlingar. Storbritanniens premiärminister Winston Churchill undanbad sig dock den som han uttryckte det, "föraktlige kungen av Sveriges" tjänster. Gustaf V tydliggjorde sin egen syn på sin funktion på sin 85-årsdag 1943, då han i ett tal på borggården sa att i normala fall ska en konstitutionell kung inte ta ställning och leda i en viss riktning men i undantagsfall som detta krig hade han personligen försökt hjälpa landet ur omedelbara svårigheter.
Den 30 juni 1944 bad kung Gustaf Ungerns statschef i mänsklighetens namn att rädda de ungerska judarna. Redan våren 1933 hade kung Gustaf vid ett besök i Berlin försökt få Hitler att mildra förföljelserna mot judar. Efter författningsändringen 1918 blev dessa personliga vädjanden återkommande inslag i kung Gustafs utrikespolitiska delaktighet. När USA:s president Franklin D. Roosevelt 1938 sökte fredsförhandlingar med Hitler och kallade till internationell fredskonferens, vände han sig till kung Gustaf, som 27 september riktade en personlig vädjan till den tyske rikskanslern "i fredens intresse".
Kanske var det därför kung Gustaf var adressaten när Theodor Wanner överlämnade en bild till Arvid Fredborg under hösten 1942 som föreställde en massavrättning av judar, och var det första beviset, eller ett av de första, för nazisternas folkmord. Efter flera äventyr nådde fotografiet kung Gustaf som skickade det vidare till kung Georg VI av Storbritannien, och strax därefter blev dessa övergrepp kända för allmänheten.

### Efter andra världskriget

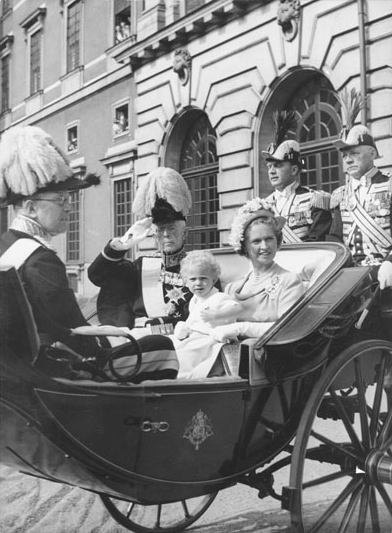
Gustaf V firar sin 90-årsdag 1948.

Efter andra världskriget begärde Sovjetunionen och de västallierade att Sverige skulle utlämna baltiska soldater som stridit för Nazityskland vilka flytt till Sverige, och samlingsregeringen samtyckte. Detta väckte en stark opinion mot beslutet, och kung Gustaf ingrep en sista gång i en inflammerad utrikespolitisk fråga. Han riktade en vädjan till Stalin att vänta med baltutlämningen men Stalin avslog kungens vädjan. Även i efterhand har det diskuterats huruvida det var rätt att genomföra den så kallade baltutlämningen.
År 1946 körde kungens chaufför i diket, kurvan kom att kallas för Kungens kurva.
Med tilltagande ålder började kung Gustaf varje vår vistas i Nice på rivieran. År 1948 fyllde han 90 år och firades storstilat (bl.a. utgavs en minnessedel), men orken minskade och kronprinsen fick rycka in och ersätta honom, till exempel vid utdelningen av Nobelpriset 1948 och vid riksdagens högtidliga öppnande 1950. Inte heller kunde han medverka vid firandet av Svenska flaggans dag 1950. Sina offentliga plikter utövade han alltid om det var möjligt och sin sista regeringskonselj ledde han den 27 oktober 1950. Under sina sista år hade kungen problem med återkommande luftrörskatarr.

## Privatliv och intressen

### Tennis

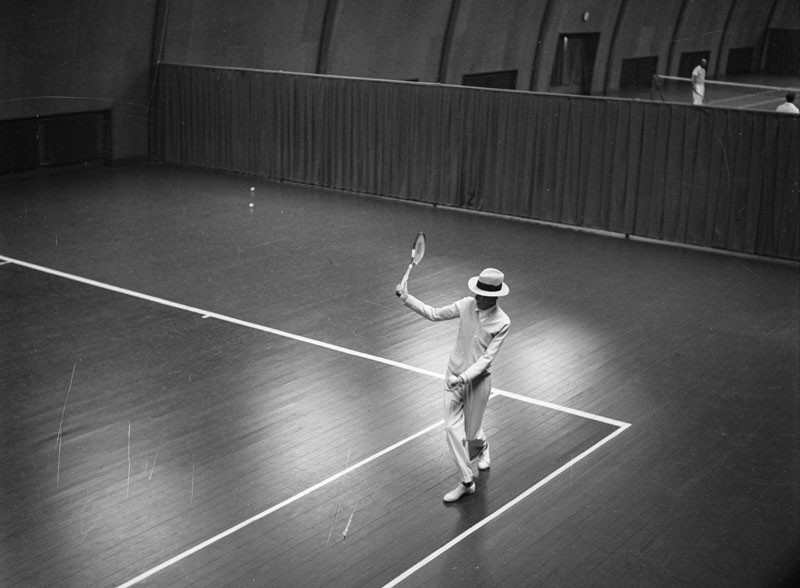
Gustaf V i Tennisstadion 1942.

Gustaf V var en tämligen framstående tennisspelare och tävlade under pseudonymen Mr. G. Som tennisspelare och gynnare av sporten blev han internationellt känd och han invaldes 1980 som hittills ende monark i International Tennis Hall of Fame. Han var en av pionjärerna inom svensk tennis och bidrog aktivt runt 1880 till att introducera spelet i Sverige. Som dåvarande kronprins lärde han sig spelets grunder i England, och lät 1881 tillsammans med hovstallmästare Edward Sager anlägga en tennisplan på Tullgarn. Under 1890-talets första år anlades flera banor runt om i landet, såväl ute som inne. Kronprins Gustaf instiftade 1896 i Stockholm, "Kronprinsens Lawn-tennisklubb", sedermera Kungliga Lawntennisklubben (KLTK), en av de ledande klubbarna i Sverige. Han var också en generös donator av tennispriser, och satte 1936 upp vandringspriset King's Cup som kan sägas vara en europeisk motsvarighet till Davis Cup.
Att spela tävlingstennis ansågs under 1900-talets första årtionden vara en synnerligen opassande sysselsättning för en monark, och då kung Gustaf ville ställa upp i en mixed dubbelturnering på Rivieran tillsammans med den svenska elitspelaren Sigrid Fick, var det flera personer som med Karl Gerhards ord satte "kungssången i vrångstrupen". Kungens intresse bidrog dock snart till en omvärdering av tennisen. Genom åren tävlade han i olika mindre tävlingar i dubbel med framstående spelare som fransmännen Jacques Brugnon och Jean Borotra samt tysken Gottfried von Cramm, ofta inför mycket publik. Vid ett besök i Berlin gick kung Gustaf direkt från ett möte med Hitler, till en tennismatch med den judiske spelaren Daniel Prenn. Under andra världskriget vädjade kungen till Tyskland att ge de fängslade Davis Cup-spelarna, fransmannen Jean Borotra och tysken Gottfried von Cramm en bättre behandling, vilket kan ha räddat deras liv. Kung Gustaf spelade också mycket tillsammans med svenska elitspelare som Gunnar Setterwall och Kalle Schröder. Tillsammans med Setterwall vann han 1906 dubbeltiteln i den stora "Majtävlingen" i Skåne genom finalseger över Carl Kempe och engelsmannen Dehring. Kung Gustaf spelade också tennis tillsammans med bland andra Sven Jerring och Karl Gerhard.
Hans spelstil har karakteriserats som "hemvävd", men han hade med tanke på sin stigande ålder en god spelstyrka långt upp i åren. Hans absolut bästa slag var lobben som han sägs ha spelat med nästan mästerlig precision, och bättre än många elitspelare. Kungens livmedikus försökte få honom att minska på tennisspelandet när han började närma sig åttiofem år. År 1946, bara några år före sin död, upphörde han självmant med tennisspel. Han beklagade då att hans krafter inte längre räckte till och att hans ögon blivit så svaga att han inte längre kunde fixera bollen. 
Kung Gustaf tillbringade ofta juli månad i Villa Gövik på Särö söder om Göteborg hos James Keiller där han ofta spelade tennis på ortens tennisbana. Särö var under lång tid en societetsplats och badort med kunglig glans, vilken kom att präglas av kungens närvaro.

### Andra intressen
Kung Gustaf var en kunnig och hängiven samlare av konsthantverk, i synnerhet svenskt silversmide 1650–1850. Föremålen i hans samling uppgår till över tusen nummer. Ett annat livaktigt intresse var jakt, där han ibland jagade vid Skabersjö slott i Skåne. Han jagade till så sent som vid 91 års ålder i parken på Drottningholm. Älgjakt blev liksom tennis populärt genom Gustaf V:s intresse. Gustaf V var mycket musikintresserad. Som student sjöng han bas i Allmänna Sången, och umgicks i samma musikkretsar som operasångerskan Mathilda Taube-Grabow. Åren 1897–1907 var han, då fortfarande kronprins, ordförande (preses) i Musikaliska akademien. Då ämbetet innebar många resor, lät kronprinsen bygga en personlig järnvägsvagn. Vagnen hade sovrum, salong och kupéer för tjänstefolk, samt radio och telefon. Den var inredd i blått i två nyanser.
Kungen var även förtjust i operett och ska ha sagt: "det är inte genren utan kvalitén i genren som är avgörande".

## Död

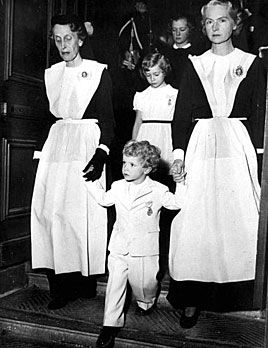
Kronprins Carl Gustaf med drottning Louise (till vänster) och prinsessan Sibylla vid Gustaf V:s begravning i november 1950.

Den 29 oktober 1950 på morgonen avled kung Gustaf, och riksmarskalk Birger Ekeberg meddelade kl. 09.03 från Drottningholms slott:
| ” | Hans Majestät Konung Gustaf V, Sveriges, Götes och Vendes konung, har i dag, den 29 oktober 1950, kl. 08.35 förmiddagen i en ålder av 92 år och i sitt 43:e regeringsår lugnt och stilla avlidit på Drottningholms Slott. Djup sänker sig konungssorgen över landet, varm och innerlig är tacksamheten för den bortgångne landsfaderns av ridderlighet, klokhet och levande ansvarskänsla präglade konungagärning. | „ |

Kungaringning pågick i landets kyrkor kl. 12–12.30 på måndagen och de efterföljande dagarna enligt officiella meddelanden. Dödsorsaken var enligt dödsattesten "kronisk luftrörskatarr med bronkietasier och åldersförändringar i cirkulationsorganen". Slutet kom omärkligt och kungen insomnade utan smärta, berättade livmedikus Hjalmar Casserman. Svenska Dagbladet uttryckte känslan i landssorgen med Erik Axel Karlfeldts ord: "ett blommande rike har mist sin herre och far."

### Begravning
Den 9 november ägde begravningen rum i Riddarholmskyrkan. Kung Gustaf var den siste som fick plats i det bernadotteska gravkapellet. Med sina knappt 43 år på tronen blev Gustaf V den dittills näst längst regerande monarken i Sveriges historia. Endast Magnus Eriksson har regerat längre med 44 år och 7 månader, av vilka 12 år dock var som omyndig. Båda passerades sedermera av Carl XVI Gustaf sommaren 2016 respektive våren 2018. 

### Eftermäle
Familjemedlemmar och republikanen Ernst Wigforss porträtterar kung Gustaf likartat. Han hade en naturlig, beslutsam, rättvis och ärlig personlighet, som med sin nedärvda plikt som drivkraft utövade sitt ämbete utan prestigeskäl och utan att någonsin glömma sin ställning. Som privatperson kunde han vara "uppspelt som en pojke, full av skämt och gamman" och tillbringade fritiden helst med glada människor han kunde umgås med på ett otvunget sätt. I hans ämbete var "älskvärd vänlighet" ett genomgående personlighetsdrag, och en "osökt och självklar värdighet".
Gustaf V fick en skog uppkallad efter sig i Israel, genom organisationen Keren Kajemet.

## Eftermälet om sexuella förhållanden med män
På 1950-talet fick ett antal påståenden om Gustaf V sexuella förhållanden med män mycket stor uppmärksamhet. Speciellt den så kallade Haijbyaffären, men även påståenden av en kammarvaktmästare på slottet, som berättade om förhållanden till några chaufförer. Händelserna påstods ha skett från 1930-talet till hans död och fick, genom ett antal ifrågasatta rättsprocesser mot Kurt Haijbys, genomlysning av justitiekanslern och av media och  diskuterades brett, även inom regeringen. Trots uppmärksamheten och genomlysningarna har aldrig något substantiellt framkommit som påvisar att något konkret skett, och flera av Haijbys påståenden har motbevisats då angivna tidpunkter Gustav V var på annan plats an vad som anförts. Fast inget konkret framkommit har dessa påståenden ofta upprepats med bara svaga reservationer, som i Alla dessa Bernadottar(s91–120) 1996 av Staffan Skott där han skriver "Uppgifter har gjort gällande att Gustaf V gjorde närmanden mot och hade sexuella förhållanden med män". Så sent som julen 2021 sändes TV-dokumentären En kunglig affär som liksom boken Ers Majestäts olycklige Kurt från 2008 utgår från att Gustaf V och Haijby hade en affär och skildrar deras möten både enskilt och på privata tillställningar.

## Ordnar och utmärkelser

### Svenska ordnar
- Riddare och kommendör av Kungl. Maj:ts Orden (riddare av Kungliga Serafimerorden) från födseln. Ordens herre och mästare 1907–1950
- Kommendör med stora korset av Kungliga Svärdsorden från födseln. Ordens herre och mästare 1907–1950
- Kommendör med stora korset av Kungliga Nordstjärneorden från födseln. Ordens herre och mästare 1907–1950
- Kommendör med stora korset av Kungliga Vasaorden, 12 juli 1886.[51] Ordens herre och mästare 1907–1950
- Riddare av Kungliga Carl XIII:s orden från födseln. Ordens herre och mästare 1907–1950
- Hedersledamot av Johanniterorden i Sverige. Ordens herre och mästare, 11 maj/26 november 1946–1950,[52]

### Svenska Kungliga minnestecken
- Konung Oscar II:s jubileumsminnestecken (1897)
- Kronprins Gustafs och Kronprinsessan Victorias silverbröllopsmedalj (1906)
- Oscar II:s och Sophias Guldbröllopsminnestecken (1907)
- Konung Gustaf V:s jubileumsminnestecken med anledning av 70-årsdagen (1928)
- Konung Gustaf V:s jubileumsminnestecken med anledning av 90-årsdagen (1948)

### Utländska ordnar
| - Storkors av Storhertigliga Badiska husorden Fidelitas - Storkors av Storhertigliga Badiska Bertholds I av Zähringen orden - Storhertig Fredriks av Baden Jubileumsmedalj, 1902. - Storhertig Fredrik och Louise Guldbröllopstecken, 1906. - Storkors av Kungliga Bayerska S:t Hubertsorden - Storkors av Kungliga Belgiska Leopoldorden - Storkors av Brasilianska Södra korsets orden - Storkorset med kedja av Chilenska förtjänsttecknet - Riddare med kedja av Kungliga Danska Elefantorden, 1874 - Storkommendör av Kungliga Danska Dannebrogorden - Dannebrogsmännens hederstecken - Kung Christan X:s Minnesmedalj, 1947 - Storkors med kedja av Kungliga Egyptiska Muhammed Aliorden - Mottagare av Estniska Frihetskorset - Första klass med kedja av Estniska Vita Stjärnorden - Storkors med kedja av Kungliga Etiopiska Salomosorden - Storkors med kedja av Finlands Vita Ros' orden - Storkors av Franska Hederslegionsorden - Storkorset av Kungliga Grekiska Frälsarens orden - Storkors av Storhertigliga Hessiska Ludvigsorden - Storkommendör av Kungliga och Furstliga Hohenzollerska husorden - Riddare med kedja av Kungliga Iranska Pahleviorden - Första klass med kedja av Kungliga Irakiska Hachimiorden - Riddare av Kungliga Italienska Annunziataorden - Storkors av Kungliga Italienska Sankt Mauritius- och Lazarusorden - Storkors med kedja av Kejserliga Japanska Krysantemumorden - Storkors av Kungliga Jugoslaviska Karageorgs Stjärnorden - Storkors av Kinesiska Det lyckobådande molnetsorden - Storkorset med kedja av Lettiska Tre Stjärnors orden - Storkors med kedja av Storhertigliga Mecklenburgska Wendiska kronorden - Storkorset av Furstliga Monegaskiska Karl den heliges orden - Riddare av Hertigliga Nassauska Gyllene lejonets orden - Storkors av Kungliga Nederländska Lejonorden - Riddare av Kungliga Norska Lejonorden - Storkors med kedja av Kungliga Norska Sankt Olavs orden - Mottagare av Haakon VII:s frihetskors - Storkors med kedja av Storhertigliga Oldenburgska Hus- och förtjänstorden - Storkors av Kungliga Persiska husorden Timsal-Homayoun | - Storkors med briljanter av Peruanska Solorden - Riddare av Polska Vita örns orden - Storkors med kedja av Kungliga Portugisiska Torn- och svärdsorden - Storkors av Kungliga Portugisiska Kristusorden - Storkors av Kungliga Portugisiska Avizorden - Storkors av Kungliga Portugisiska Jakobs Svärdsorden - Riddare med kedja av Kungliga Preussiska Svarta örns orden - Storkors av Kungliga Preussiska Röda örns orden - Kejsare Wilhem I:s Minnesmedalj - Storkors av Kungliga Rumänska Stjärnans orden - Storkors av Kungliga Rumänska Kronorden - Storkors av Kungliga Rumänska Carol I:s orden - Riddare av Kungliga Ryska Sankt Andreasorden - Riddare av Kungliga Ryska Sankt Alexander Nevskijorden - Riddare av Kungliga Ryska Vita örnens orden - Riddare av första klassen av Kungliga Ryska Sankt Anna orden - Storkors av Kungliga Ryska Sankt Stanislausorden - Kejsar Nikolaj II:s Kröningsmedalj - Minnesmedalj över Kejsar Alexander III - Riddare av Kungliga Sachsiska Rautenkrone-orden - Storkors av Hertigliga Sachsen - Ernestinska husorden - Riddare av Storhertigliga Sachsen-Weimarska Vita falken orden - Riddare av Kungliga Siamesiska Maha Chakriorden - Riddare av Kungliga Spanska Gyllene skinnets orden - Riddare av Kungliga Storbritanniska Strumpebandsorden, 1905 - Storkors av Kungliga Storbritanniska Bathorden, 1901 - Mottagare av Kungliga Storbritanniska Victoriakedjan - Drottning Victorias Minnesmedalj, 1901 - Kung Edward VII:s Kröningsmedalj, 1902 - Storkors med kedja av Tjeckoslovakiska Vita lejonets orden - Riddare av Kungliga Turkiska Nichani-Imtiazorden - Första klassen av Kungliga Turkiska Osmaniéorden - Storkors av Kungliga Ungerska S:t Stefansorden - Storkors av Ungerska Förtjänstorden - Storkors med kedja av Venezuelas Bolivarorden - Storkors av Kungliga Württembergska kronorden - Österrikiska Hederstecknet |

### Utländska militära grader
- General à la suite i den Danska armén, 1909
- Amiral à la suite i den Kejserliga ryska flottan, 1909
- Amiral à la suite i den Brittiska flottan, 3 november 1908[53]
- General à la suite i den Kejserliga tyska armén, 1909
- Amiral à la suite i den Kejserliga tyska flottan, 1909
- Amiral à la suite i Spaniens flotta, 1928
- Regementschef för det tredje livgrenadjärregementet "Königin Elisabeth", 1909[54]

## Barn

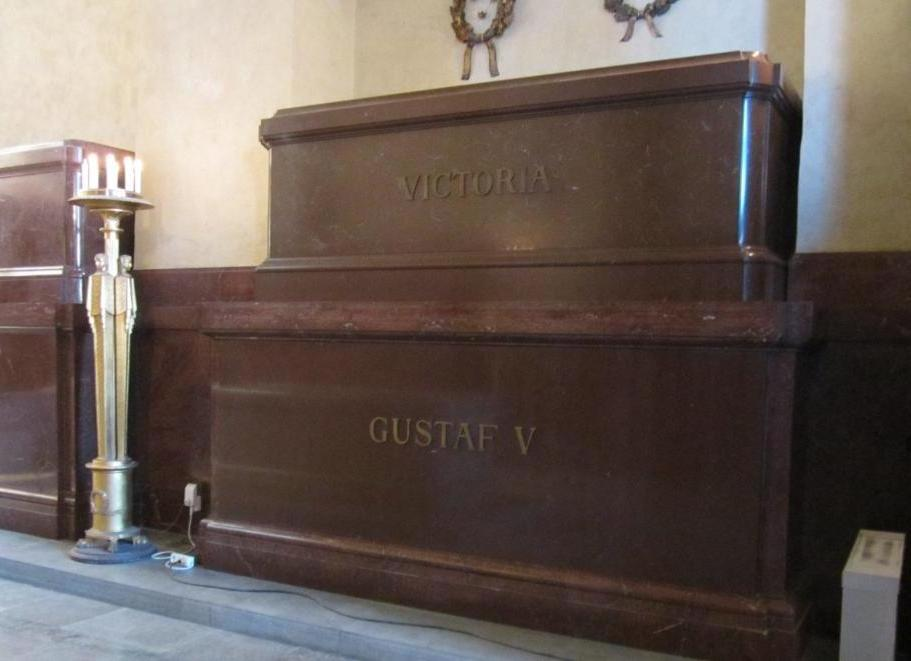
Gustaf V är den senaste svenska kunglighet som gravsatts i Riddarholmskyrkan. Ovanpå hans sarkofag vilar den 20 år tidigare avlidna drottning Victorias stoft.

1. Gustaf VI Adolf (1882–1973)
2. Wilhelm (1884–1965)
3. Erik (1889–1918)

## Anfäder
|                  |  |  |  |  |  |  |  |                    |  |  |  |  |  |  |  |                               |  |  |  |  |  |  |  |                                                        |  |  |  |  |  |  |  | 16. Henri Bernadotte                                     |
|                  |  |  |  |  |  |  |  |                    |  |  |  |  |  |  |  |                               |  |  |  |  |  |  |  |                                                        |  |  |  |  |  |  |  |                                                          |
|                  |  |  |  |  |  |  |  |                    |  |  |  |  |  |  |  |                               |  |  |  |  |  |  |  | 8. Kung Carl XIV Johan                                 |  |  |  |  |  |  |  |                                                          |
|                  |  |  |  |  |  |  |  |                    |  |  |  |  |  |  |  |                               |  |  |  |  |  |  |  |                                                        |  |  |  |  |  |  |  |                                                          |
|                  |  |  |  |  |  |  |  |                    |  |  |  |  |  |  |  |                               |  |  |  |  |  |  |  |                                                        |  |  |  |  |  |  |  | 17. Jeanne Saint-Jean                                    |
|                  |  |  |  |  |  |  |  |                    |  |  |  |  |  |  |  |                               |  |  |  |  |  |  |  |                                                        |  |  |  |  |  |  |  |                                                          |
|                  |  |  |  |  |  |  |  |                    |  |  |  |  |  |  |  | 4. Kung Oscar I               |  |  |  |  |  |  |  |                                                        |  |  |  |  |  |  |  |                                                          |
|                  |  |  |  |  |  |  |  |                    |  |  |  |  |  |  |  |                               |  |  |  |  |  |  |  |                                                        |  |  |  |  |  |  |  |                                                          |
|                  |  |  |  |  |  |  |  |                    |  |  |  |  |  |  |  |                               |  |  |  |  |  |  |  |                                                        |  |  |  |  |  |  |  | 18. François Clary                                       |
|                  |  |  |  |  |  |  |  |                    |  |  |  |  |  |  |  |                               |  |  |  |  |  |  |  |                                                        |  |  |  |  |  |  |  |                                                          |
|                  |  |  |  |  |  |  |  |                    |  |  |  |  |  |  |  |                               |  |  |  |  |  |  |  | 9. Désirée Clary                                       |  |  |  |  |  |  |  |                                                          |
|                  |  |  |  |  |  |  |  |                    |  |  |  |  |  |  |  |                               |  |  |  |  |  |  |  |                                                        |  |  |  |  |  |  |  |                                                          |
|                  |  |  |  |  |  |  |  |                    |  |  |  |  |  |  |  |                               |  |  |  |  |  |  |  |                                                        |  |  |  |  |  |  |  | 19. Françoise Rose Somis                                 |
|                  |  |  |  |  |  |  |  |                    |  |  |  |  |  |  |  |                               |  |  |  |  |  |  |  |                                                        |  |  |  |  |  |  |  |                                                          |
|                  |  |  |  |  |  |  |  | 2. Kung Oscar II   |  |  |  |  |  |  |  |                               |  |  |  |  |  |  |  |                                                        |  |  |  |  |  |  |  |                                                          |
|                  |  |  |  |  |  |  |  |                    |  |  |  |  |  |  |  |                               |  |  |  |  |  |  |  |                                                        |  |  |  |  |  |  |  |                                                          |
|                  |  |  |  |  |  |  |  |                    |  |  |  |  |  |  |  |                               |  |  |  |  |  |  |  |                                                        |  |  |  |  |  |  |  | 20. Alexandre de Beauharnais                             |
|                  |  |  |  |  |  |  |  |                    |  |  |  |  |  |  |  |                               |  |  |  |  |  |  |  |                                                        |  |  |  |  |  |  |  |                                                          |
|                  |  |  |  |  |  |  |  |                    |  |  |  |  |  |  |  |                               |  |  |  |  |  |  |  | 10. Hertig Eugène av Leuchtenberg, vicekung av Italien |  |  |  |  |  |  |  |                                                          |
|                  |  |  |  |  |  |  |  |                    |  |  |  |  |  |  |  |                               |  |  |  |  |  |  |  |                                                        |  |  |  |  |  |  |  |                                                          |
|                  |  |  |  |  |  |  |  |                    |  |  |  |  |  |  |  |                               |  |  |  |  |  |  |  |                                                        |  |  |  |  |  |  |  | 21. Joséphine, fransmännens kejsarinna                   |
|                  |  |  |  |  |  |  |  |                    |  |  |  |  |  |  |  |                               |  |  |  |  |  |  |  |                                                        |  |  |  |  |  |  |  |                                                          |
|                  |  |  |  |  |  |  |  |                    |  |  |  |  |  |  |  | 5. Josefina av Leuchtenberg   |  |  |  |  |  |  |  |                                                        |  |  |  |  |  |  |  |                                                          |
|                  |  |  |  |  |  |  |  |                    |  |  |  |  |  |  |  |                               |  |  |  |  |  |  |  |                                                        |  |  |  |  |  |  |  |                                                          |
|                  |  |  |  |  |  |  |  |                    |  |  |  |  |  |  |  |                               |  |  |  |  |  |  |  |                                                        |  |  |  |  |  |  |  | 22. Kung Maximilian I Josef av Bayern                    |
|                  |  |  |  |  |  |  |  |                    |  |  |  |  |  |  |  |                               |  |  |  |  |  |  |  |                                                        |  |  |  |  |  |  |  |                                                          |
|                  |  |  |  |  |  |  |  |                    |  |  |  |  |  |  |  |                               |  |  |  |  |  |  |  | 11. Augusta av Bayern                                  |  |  |  |  |  |  |  |                                                          |
|                  |  |  |  |  |  |  |  |                    |  |  |  |  |  |  |  |                               |  |  |  |  |  |  |  |                                                        |  |  |  |  |  |  |  |                                                          |
|                  |  |  |  |  |  |  |  |                    |  |  |  |  |  |  |  |                               |  |  |  |  |  |  |  |                                                        |  |  |  |  |  |  |  | 23. Augusta Vilhelmina av Hessen-Darmstadt               |
|                  |  |  |  |  |  |  |  |                    |  |  |  |  |  |  |  |                               |  |  |  |  |  |  |  |                                                        |  |  |  |  |  |  |  |                                                          |
| 1. Kung Gustaf V |  |  |  |  |  |  |  |                    |  |  |  |  |  |  |  |                               |  |  |  |  |  |  |  |                                                        |  |  |  |  |  |  |  |                                                          |
|                  |  |  |  |  |  |  |  |                    |  |  |  |  |  |  |  |                               |  |  |  |  |  |  |  |                                                        |  |  |  |  |  |  |  | 24. Furst Karl Christian av Nassau-Weilburg              |
|                  |  |  |  |  |  |  |  |                    |  |  |  |  |  |  |  |                               |  |  |  |  |  |  |  |                                                        |  |  |  |  |  |  |  |                                                          |
|                  |  |  |  |  |  |  |  |                    |  |  |  |  |  |  |  |                               |  |  |  |  |  |  |  | 12. Hertig Fredrik Vilhelm av Nassau                   |  |  |  |  |  |  |  |                                                          |
|                  |  |  |  |  |  |  |  |                    |  |  |  |  |  |  |  |                               |  |  |  |  |  |  |  |                                                        |  |  |  |  |  |  |  |                                                          |
|                  |  |  |  |  |  |  |  |                    |  |  |  |  |  |  |  |                               |  |  |  |  |  |  |  |                                                        |  |  |  |  |  |  |  | 25. Carolina av Oranien                                  |
|                  |  |  |  |  |  |  |  |                    |  |  |  |  |  |  |  |                               |  |  |  |  |  |  |  |                                                        |  |  |  |  |  |  |  |                                                          |
|                  |  |  |  |  |  |  |  |                    |  |  |  |  |  |  |  | 6. Hertig Wilhelm I av Nassau |  |  |  |  |  |  |  |                                                        |  |  |  |  |  |  |  |                                                          |
|                  |  |  |  |  |  |  |  |                    |  |  |  |  |  |  |  |                               |  |  |  |  |  |  |  |                                                        |  |  |  |  |  |  |  |                                                          |
|                  |  |  |  |  |  |  |  |                    |  |  |  |  |  |  |  |                               |  |  |  |  |  |  |  |                                                        |  |  |  |  |  |  |  | 26. Borggreve Wilhelm Georg av Kirchberg-Sayn-Hachenburg |
|                  |  |  |  |  |  |  |  |                    |  |  |  |  |  |  |  |                               |  |  |  |  |  |  |  |                                                        |  |  |  |  |  |  |  |                                                          |
|                  |  |  |  |  |  |  |  |                    |  |  |  |  |  |  |  |                               |  |  |  |  |  |  |  | 13. Luise av Kirchberg-Sayn-Hachenburg                 |  |  |  |  |  |  |  |                                                          |
|                  |  |  |  |  |  |  |  |                    |  |  |  |  |  |  |  |                               |  |  |  |  |  |  |  |                                                        |  |  |  |  |  |  |  |                                                          |
|                  |  |  |  |  |  |  |  |                    |  |  |  |  |  |  |  |                               |  |  |  |  |  |  |  |                                                        |  |  |  |  |  |  |  | 27. Isabella Auguste av Reuss-Greiz                      |
|                  |  |  |  |  |  |  |  |                    |  |  |  |  |  |  |  |                               |  |  |  |  |  |  |  |                                                        |  |  |  |  |  |  |  |                                                          |
|                  |  |  |  |  |  |  |  | 3. Sofia av Nassau |  |  |  |  |  |  |  |                               |  |  |  |  |  |  |  |                                                        |  |  |  |  |  |  |  |                                                          |
|                  |  |  |  |  |  |  |  |                    |  |  |  |  |  |  |  |                               |  |  |  |  |  |  |  |                                                        |  |  |  |  |  |  |  |                                                          |
|                  |  |  |  |  |  |  |  |                    |  |  |  |  |  |  |  |                               |  |  |  |  |  |  |  |                                                        |  |  |  |  |  |  |  | 28. Kung Fredrik I av Württemberg                        |
|                  |  |  |  |  |  |  |  |                    |  |  |  |  |  |  |  |                               |  |  |  |  |  |  |  |                                                        |  |  |  |  |  |  |  |                                                          |
|                  |  |  |  |  |  |  |  |                    |  |  |  |  |  |  |  |                               |  |  |  |  |  |  |  | 14. Prins Paul av Württemberg                          |  |  |  |  |  |  |  |                                                          |
|                  |  |  |  |  |  |  |  |                    |  |  |  |  |  |  |  |                               |  |  |  |  |  |  |  |                                                        |  |  |  |  |  |  |  |                                                          |
|                  |  |  |  |  |  |  |  |                    |  |  |  |  |  |  |  |                               |  |  |  |  |  |  |  |                                                        |  |  |  |  |  |  |  | 29. Augusta Karolina av Braunschweig-Wolfenbüttel        |
|                  |  |  |  |  |  |  |  |                    |  |  |  |  |  |  |  |                               |  |  |  |  |  |  |  |                                                        |  |  |  |  |  |  |  |                                                          |
|                  |  |  |  |  |  |  |  |                    |  |  |  |  |  |  |  | 7. Pauline av Württemberg     |  |  |  |  |  |  |  |                                                        |  |  |  |  |  |  |  |                                                          |
|                  |  |  |  |  |  |  |  |                    |  |  |  |  |  |  |  |                               |  |  |  |  |  |  |  |                                                        |  |  |  |  |  |  |  |                                                          |
|                  |  |  |  |  |  |  |  |                    |  |  |  |  |  |  |  |                               |  |  |  |  |  |  |  |                                                        |  |  |  |  |  |  |  | 30. Hertig Fredrik av Sachsen-Altenburg                  |
|                  |  |  |  |  |  |  |  |                    |  |  |  |  |  |  |  |                               |  |  |  |  |  |  |  |                                                        |  |  |  |  |  |  |  |                                                          |
|                  |  |  |  |  |  |  |  |                    |  |  |  |  |  |  |  |                               |  |  |  |  |  |  |  | 15. Charlotte av Sachsen-Altenburg                     |  |  |  |  |  |  |  |                                                          |
|                  |  |  |  |  |  |  |  |                    |  |  |  |  |  |  |  |                               |  |  |  |  |  |  |  |                                                        |  |  |  |  |  |  |  |                                                          |
|                  |  |  |  |  |  |  |  |                    |  |  |  |  |  |  |  |                               |  |  |  |  |  |  |  |                                                        |  |  |  |  |  |  |  | 31. Charlotte Georgine av Mecklenburg-Strelitz           |
|                  |  |  |  |  |  |  |  |                    |  |  |  |  |  |  |  |                               |  |  |  |  |  |  |  |                                                        |  |  |  |  |  |  |  |                                                          |

## I populärkulturen
I TV-serien En kunglig affär från 2021, som dramatiserar Haijbyaffären, spelas Gustav V av den svenske skådespelaren Staffan Göthe.